# 人称
人称（、英: person）は発話の話し手および聞き手という役割とそれ以外を区別する文法用語である。

## 概要
人称は文法カテゴリーの一種であり、主体と語り手の関係によって分類される（⇒ #分類）。人称の区別は人称代名詞や動詞の変化、接辞辞などで表現される（⇒ #人称代名詞、#動詞の人称標示）。日本語は人称代名詞の豊富さなど、人称に関して変わった特性を持つ（⇒ #日本語における人称区別の例）。文学では人称が語りの視点を大きく左右するため、人称表現が重要視される（⇒ #文学における人称）。

## 分類
人称は以下のように分類される：
- 一人称: 話し手という役割
- 二人称: 聞き手という役割
- 三人称: それ以外
- 不定称: 動作主がはっきりしない（三人称として扱われる場合もある）

四人称という用語が使われる場合がある。この用語はそれが使用される言語によって、第一人称複数、不定人称、疎遠形（英語: obviative）、話者指示性など異なるものを指し示す。また非人称（無人称）という言い方が使われることがある。これは意味的に主語が何なのかはっきりしない場合（英語のIt rains.「雨が降る」）や、その言語に特有の言い回し（フランス語のIl y a ...「... がある」、目的語をとる）で、その形式主語や動詞についていう。

## 人称代名詞
人称の区別は代名詞で表されることがある。

人称代名詞は、それが実際に誰を指し示しているか必ずしも同じではない。例えば英語で、子供に対して母親がYour mom is here!（「ママはここだよ!」）と言う場合、動詞は第三人称単数になる。主語が第一人称代名詞 Iではなく名詞句（第三人称で扱われる） your momだからである。名詞主語は第三人称扱いする。

## 動詞の人称標示
主語や目的語などの動詞の項の人称が動詞に標示されることは、世界のいろいろな言語にみられるありふれた現象である。アンナ・シェヴィエルスカが世界380の言語についておこなった調査によると、人称がまったく動詞に標示されない言語は84あり、残りの296の言語には何らかの人称標示が見られた。人称が動詞にまったく標示されない言語は西アフリカ、コーカサス、東アジア、東南アジアで特に顕著である。
項を二つとる他動詞では動作主と対象の両方の人称を標示する言語が最も多く、シェヴィエルスカの調査では193あった。これは全体のおよそ3分の2にあたり、ユーラシア大陸以外ではこのような標示が優勢である。
次いで動作主（A）を表す項の人称だけを標示する言語が73あった。ユーラシア大陸の言語ではこれがもっとも普通であり、インド・ヨーロッパ語族、ウラル語族、ドラヴィダ語族、チュルク語族などがこの標示をとることが多いが、北アメリカやオーストラリアには見られないものである。これに対して動作の対象（P）を表す項の人称だけを標示するものは少なく、24言語だった。
また、動作主か対象かに関わらず、人称の階層の高い方だけが標示される言語が6あった。人称の階層は一人称が最も高く、第三人称が最も低い（1>2>3）。このような言語では、動作者の人称が対象の人称よりも低い場合、逆行態（INV）という特別な動詞のかたちが使われる。
動詞の人称標示は接辞によることが多いが、接語による言語も存在する。例えば、ティンリン語では動詞句の最初に人称を表す接語が付く。また東南テペファン語では、文の最初の句の次に人称の接語が付く。
また、語幹の変化による言語もある。

### 動詞の人称標識の順番
動作主（A）と動作の対象（P）がどちらも動詞に人称標示される言語では、動作主の人称を先に、対象の人称を後に標示するものが多い。

### 所有者の人称
ジンポー語では、主語や目的語の所有者と動詞の人称一致が見られる。

## 日本語における人称区別の例
日本語には、明瞭な文法カテゴリーとしての人称は存在しない。人称代名詞は古代語には「あ・わ」（第一人称）、「な」（第二人称）などがあったが、普通名詞と区別する根拠に乏しい。また文法上必須の要素ではない。しかし次のように、ウチとソトの区別による使い分けがあり、誰に視点を置くかによる表現の違いが存在する。第一人称はウチに含まれ、ソトは第二・第三人称に限られるので、この使い分けは人称による使い分けに似たものとも言える。

### 主観的形容詞・動詞
「嬉しい」「悲しい」「欲しい」、また動詞に希望の助動詞「たい」がついた形など、人の感情、または「痛い」など肉体的感覚を表す感情・感覚形容詞は、直説法的な現在形文終止で用いる場合、主語に第一人称しか取らないのが一般的である。逆に「嬉しがる」「悲しむ・悲しがる」「欲しがる」「食べたがる」「痛がる」などの動詞は主語に第一人称を取らないのが普通である。ただし特別に感情移入する場合や、話し手自身を客観化して述べる場合、また「嬉しかった」「嬉しかろう」「嬉しいのだ」など話者の判断が介入する形では、その限りでない。

### 授受動詞
「与える」「受け取る」などの客観的な授受行為を表す動詞では人称は関係ないが、「やる」「くれる」「もらう」のように、ある人に視点（基準）を置いて受益を表現する動詞では、ウチとソトの区別による使い分けがある。
- 「やる」「あげる」「差し上げる」：与える側が主語および視点となり、受ける側はソトの人物に限られる。
- 「くれる」「下さる」：与える側が主語、受ける側が視点となり、与える側はソトの人物に限られる。
- 「もらう」「いただく」：受ける側が主語および視点となり、与える側はソトの人物に限られる。

特に「やる」と「くれる」の区別は日本語特有とされている。またこれらの動詞は補助動詞としても受益表現に使われ、その場合も人称は同様に限定される。

### 敬語
山田孝雄や石坂正蔵は日本語の敬語を人称に近いものとして扱っている。相対敬語の場合、ウチとソトの区別が重要である。ウチに対してソト（主語）を高めるのが尊敬語、ソトに対してウチ（主語）を低めるのが謙譲語である。上の授受動詞を例にとれば、「下さる」は尊敬語、「差し上げる」と「いただく」は謙譲語となる。

## 文学における人称
文学作品、とりわけ小説は語り手が使用する人称によって視点の置き方が変わるため、その選択自体が一つの技法でもあり、またこれによる分類も行われる。

### 第一人称小説
小説の地の文（括弧内の会話文、以外の文章）において「私は」「僕は」「俺は」などの主語を用いる形式をいう。語り手が物語世界の内部で登場人物の一人として存在する。主人公であることが多いが、それに限らない。また語り手が主観的に叙述することが一般的である。例えば夏目漱石の『吾輩は猫である』の語り手は猫の「吾輩」である。従って叙述も猫の主観に立ったものとなり、「装飾されるべきはずの顔がつるつるしてまるでやかんだ」と人間を描写する。アルベール・カミュの『異邦人』では「今日、ママンが死んだ。もしかすると、昨日かもしれないが、私にはわからない」と語る。吉本ばななの『キッチン』は「私がこの世で一番好きな場所は台所だと思う」と始まる。
このように語り手の主観が作品の語りに色濃く投影されるが、そうした手法をあえてジャーナリズムに持ち込んだのが1970年代から1980年代にかけて一世を風靡したいわゆる「ニュー・ジャーナリズム」である。
また、小説の演出において、メタ視点から「小説の中の世界における、小説自体の役割」が与えられている場合がある。例えばそれは報告書や証言、手記などの形を取り、その文章の中でその手記等が書かれるに至った経緯を説明しつつ、物語を進めていく手法である。例えばH・P・ラヴクラフトの恐怖小説である『ランドルフ・カーターの供述』では、尋問を受ける主人公が、自らの体験した超常現象を供述するという形を取っている。また、同じ作家の『ダゴン』では怪奇な事件の体験を手記に認める主人公が、手記を書き終えようとした時に新たな怪奇現象に出会い、手記の最後は意味深な走り書きで途切れている、という演出がなされている。
さらにハードボイルドにおいては、ダシール・ハメットの『血の収穫』以来、第一人称で語られるのが定番となっている。

### 第三人称小説
19世紀ヨーロッパの小説の多くは主人公が第三人称で叙述されている。例えば「近代小説の祖」といわれるセルバンテスの『ドン・キホーテ』、「現代小説の祖」といわれるフローベールの『ボヴァリー夫人』、他にカフカの『変身』、ミラン・クンデラの『存在の耐えられない軽さ』などがそうである。
第三人称小説には、いわゆる「神の視点」と「一元視点」がある。「一元視点」とはある特定の登場人物の視点から描写したものである。日本の近代文学作品には第一人称とこの第三人称一元描写の作品が多い。「神の視点」とは、物語世界外の語り手の視点から「全知」の存在として叙述するものである。

### 第二人称小説
第一人称、第三人称のほかに、第二人称小説も存在する。具体的には、地の文で「君は」「あなたは」と語りかけるものになる。例えばミシェル・ビュトール『心変わり』やジェイ・マキナニー『ブライト・ライツ、ビッグ・シティ』、都筑道夫『やぶにらみの時計』、倉橋由美子『暗い旅』、多和田葉子『容疑者の夜行列車』などは全編が第二人称で叙述されている。

### その他の人称形式小説
アゴタ・クリストフのLe grand cahier（『大きなノート』、邦訳『悪童日記』、堀茂樹訳）は、第一人称複数形式（「ぼくら」）で成功した有名な小説である。また、村上春樹の『アフターダーク』は小説内世界に肉体を持たない第一人称複数視点（私たち）を主語にしている実験的小説である。